# 萧锐 (唐朝)
萧锐（7世纪？—7世纪656年后），唐朝凌烟阁二十四功臣之一萧瑀之子，出身兰陵萧氏。袭封宋国公。尚唐太宗长女襄城公主，历任太仆少卿、益州大都督府长史、岐州、恒州、汾州三州刺史、太常卿。

## 生平
贞观十七年（643年），唐太宗征讨高句丽时，太仆少卿萧锐负责在河南道诸州转运粮草入海到辽东战场。
萧锐与父亲萧瑀一样，信奉佛教，他善于隶书，给很多寺庙题过字，写过佛经。在任益府长史时，劝告府内官寮不要吃鱼，当地寺庙有讲说佛法，辄往其处，与平民百姓一起席地而坐听讲，僧人想要给他设坐，他则拒绝。
萧锐之妻襄城公主雅有礼度，不单独开府，与公婆同住。永徽二年（651年），萧锐在恒州刺史任上，妻子襄城公主去世。在显庆元年（656年），萧锐曾以太常卿的官职为唐俭监护葬礼。他何时逝世不详，死后与襄城公主合葬于昭陵。

## 子孙
- 子：萧守業，衛州刺史。
  -     - 曾孫：萧建，黔中觀察使。
- 子：萧守道，通事舍人、襄州长史。
  - 孫：萧籍，襄州刺史。
  - 孫女：萧氏（657年－695年），嫁阎立本之孙阎仲连。
- 子：萧守規（？－692年12月14日），字宪，苏、曹、简三州司马。夫人河东柳氏，蒲州刺史柳則之孫，都水使者柳子產之女。
  - 孫：萧晖，苏州司功。
  - 孫：萧晓，扬州参军。
  - 孫：萧𣉞，常州参军。
  - 孫：萧晊，鄭州参军。
  - 孫：萧晙，汉州参军。[4]